# Georges Lucien Declercq
Georges (Joris) Lucien Declercq, beter gekend onder zijn pseudoniem Djoos Utendoale (Westouter, 27 maart 1921 - Roeselare, 4 december 1981), was een Belgisch rooms-katholiek priester, missionaris, bevorderaar van de oude streektaal en gebruiken in Frans-Vlaanderen.

## Levensloop
Joris Declercq was vijf jaar schildergast, leerde viool spelen en ging in de leer bij de Poperingse kunstschilder Jules Boudry. Hij bracht veel tijd door in Frans-Vlaanderen om er oude spreuken en verzen op te tekenen. Veel van wat hij samenbracht diende als inspiratie voor de eenmansshows van Antoon Vander Plaetse en Gerard Vermeersch en voor de liederen van Willem Vermandere.
Declercq was negentien toen hij als late roeping intrad bij de paters van het Allerheiligste Sacrament in Lommel. Hij werd in 1950 tot priester gewijd. Van 1951 tot 1974 was hij missionaris in Burundi.
Gezondheidsproblemen brachten Declercq weer naar België en van 1975 tot aan zijn dood was hij pastoor in Haringe. Dit stelde hem in de mogelijkheid om zijn liefde en belangstelling voor Frans-Vlaanderen opnieuw concreet te beleven. 
In 1975 werd hij samen met Willem Vermandere opgenomen in de ludieke ridderorde van 't Manneke uit de Mane en werd een actieve medewerker van de jaarlijkse volksalmanak.
Hij overleed eerder onverwacht in het ziekenhuis Heilig Hart in Roeselare.

## Publicaties
- En waar de sterre bleef stille staan, toneelbewerking van het werk van Felix Timmermans, 1952.
- Burundese novellen, 1975.
- Karel Velde, naar 'Karel de Blauwer' van Julius Leroy, 1977.
- Westhoekse poëzie, bloemlezing, 1979.
- Westhoekse poëzie II, postume bloemlezing, 1982.